# 羅薩里奧群島和聖貝爾納多群島國家自然公園
09°45′N 75°51′W / 9.750°N 75.850°W

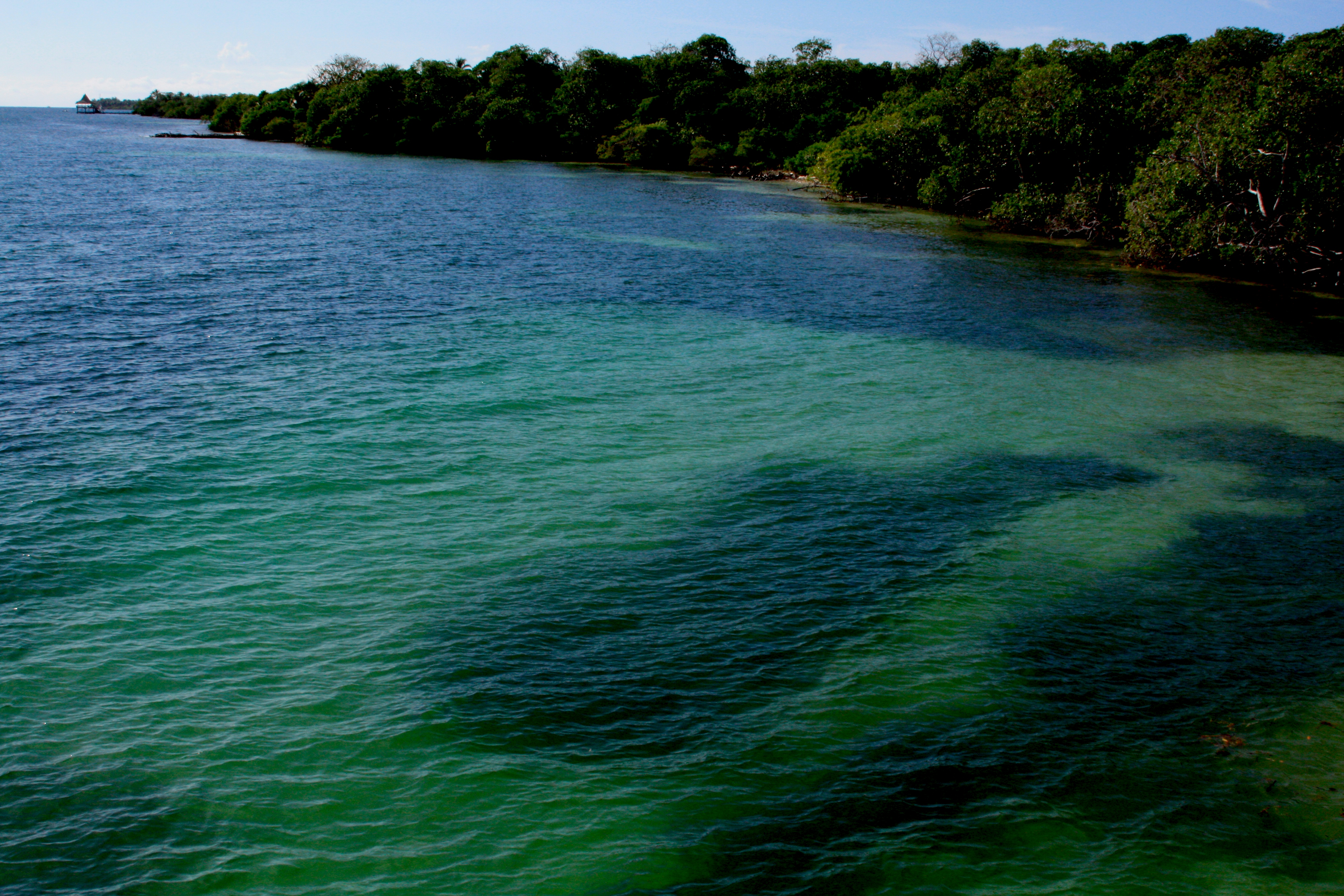

羅薩里奧群島和聖貝爾納多群島國家自然公園（西班牙語：Parque nacional natural Islas Corales del Rosario y San Bernardo）是哥倫比亞的國家公園，位於該國北部玻利瓦省和蘇克雷省，成立於1977年，面積1,200平方公里。